# Crystal & Runnin' Wild
Crystal & Runnin' Wild is een rockabillyband uit Brussel die werd opgericht in 2012. Voor zangeres Crystal (dochter van gitarist Patrick Ouchène) lid werd, bestond Runnin' Wild al ongeveer 20 jaar, en werden reeds zeven albums uitgebracht.
In april 2013 won de band de Belgische editie van Hard Rock Rising, een internationale wedstrijd georganiseerd door Hard Rock Café.

## Discografie
- Free the demons
- Search and Destroy
- Good taste in bad friends (2015 - Rhythm Bomb)
- The Midnight Creature (2018 - Rhythm Bomb)